# Carolijn Brouwer
Pour les articles homonymes, voir Brouwer.
Carolijn Brouwer, née le 25 juillet 1973 à Leyde, est une skipper néerlando-belge. Le 30 octobre 2018, à Sarasota, elle et sa coéquipière Marie Riou sont sacrées meilleures navigatrices du monde.

## Carrière
Elle est nommée marin de l'année par la Fédération internationale de voile en 1998.
Elle concourt pour les Pays-Bas lors des Jeux olympiques de 2000 et de 2004, et pour la Belgique lors des Jeux olympiques de 2008. En 2018, elle est l'une des trois premières femmes à remporter la Volvo Ocean Race, à bord de Dongfeng Race Team (en), skippé par Charles Caudrelier. Le 30 octobre 2018, à Sarasota, en Floride, cette victoire vaut à Carolijn Brouwer et à sa coéquipière Marie Riou d'être élues meilleures navigatrices du monde 2018.